# Scytodes zamena
Scytodes zamena är en spindelart som beskrevs av Wang 1994. Scytodes zamena ingår i släktet Scytodes och familjen spottspindlar. Inga underarter finns listade i Catalogue of Life.